# Jesús Hernández Hernández
Jesús Hernández Hernández (27 de octubre de 1991) es un deportista mexicano que compite en natación adaptada. Ganó cuatro medallas en los Juegos Paralímpicos de Verano en los años 2016 y 2020.

## Palmarés internacional
| Juegos Paralímpicos | Juegos Paralímpicos     | Juegos Paralímpicos | Juegos Paralímpicos |
| Año                 | Lugar                   | Medalla             | Prueba              |
| ------------------- | ----------------------- | ------------------- | ------------------- |
| 2016                | Río de Janeiro (Brasil) | Medalla de bronce   | 50 m espalda S4     |
| 2020                | Tokio (Japón)           | Medalla de oro      | 150 m estilos SM3   |
| 2020                | Tokio (Japón)           | Medalla de bronce   | 50 m braza SB2      |
| 2020                | Tokio (Japón)           | Medalla de bronce   | 200 m libres S3     |